# Zygina schneideri
Zygina schneideri är en insektsart som först beskrevs av Günthart 1974.  Zygina schneideri ingår i släktet Zygina och familjen dvärgstritar. Arten är reproducerande i Sverige. Inga underarter finns listade i Catalogue of Life.